# Regió de Prešov
La Regió de Prešov - Prešovský kraj (eslovac) - és una de les 8 regions (kraj) de la República d'Eslovàquia. Limita al nord amb Polònia i a l'est amb Ucraïna.
Té una àra de 8.972,7 km2, sent la segona regió més extensa d'Eslovàquia després de la regió de Banská Bystrica i ocupant el 18,3% del total de superfície del país.
A finals de 2023 tenia una població de 808.810 fent que fos la regió més poblada d'Eslovàquia representant el 14,9% del total.
La capital és Prešov. Es divideix en els 13 districtes següents:
- Bardejov
- Humenné
- Kežmarok
- Levoča
- Medzilaborce
- Poprad
- Prešov
- Sabinov
- Snina
- Stará Ľubovňa
- Stropkov
- Svidník
- Vranov nad Topľou

## Demografia
| Godina             | 1994    | 2004    | 2014    | 2024    |
| ------------------ | ------- | ------- | ------- | ------- |
| Nombre de persones | 763.911 | 796.745 | 819.977 | 810.008 |
| Diferència         |         | +4,29%  | +2,91%  | −1,21%  |

| Godina             | 2023    | 2024    |
| ------------------ | ------- | ------- |
| Nombre de persones | 808.810 | 810.008 |
| Diferència         |         | +0,14%  |

## Municipis
Hi ha 665 municipis a la regió, dels quals 23 són ciutats.